# Modèle d'activité de Margules
En thermodynamique, le modèle d'activité de Margules est un modèle simple de coefficient d'activité permettant de corriger le modèle de la solution idéale pour les phases liquides et solides dans le calcul des équilibres de phases. Il porte le nom du scientifique autrichien Max Margules qui le proposa en 1895.
Les coefficients calculés par ce modèle permettent de représenter des azéotropes et des démixtions de phases. Ces deux comportements ne sont pas prédictibles par le modèle de la solution idéale, en particulier par la loi de Raoult. Il s'agit toutefois d'un modèle empirique, dont les paramètres doivent être établis expérimentalement et ne dépendent ni de la température ni de la pression. Ce modèle n'est donc pas prédictif. En pratique, son domaine d'application est limité aux mélanges dont le comportement est proche de celui de la solution idéale.

## Historique
Ce modèle est présenté pour la première fois par Max Margules en 1895 comme une solution de la relation de Duhem-Margules qui décrit les équilibres liquide-vapeur,. Pour un mélange de deux corps {\displaystyle 1} et {\displaystyle 2}, cette relation s'écrit :
avec :
- {\displaystyle T} la température ;
- {\displaystyle P_{1}} et {\displaystyle P_{2}} les pressions partielles respectives des corps {\displaystyle 1} et {\displaystyle 2} en phase vapeur ;
- {\displaystyle x_{1}} et {\displaystyle x_{2}} les fractions molaires respectives des corps {\displaystyle 1} et {\displaystyle 2} en phase liquide.

Dans cette relation, il est supposé que le gaz est un mélange de gaz parfaits et que la variation de la pression totale {\displaystyle P=P_{1}+P_{2}} avec une variation de composition est négligeable. Si les pressions partielles sont écrites sous la forme :
{\displaystyle P_{1}=x_{1}K_{1}}
{\displaystyle P_{2}=x_{2}K_{2}}
avec {\displaystyle K_{1}} et {\displaystyle K_{2}} deux fonctions arbitraires ne dépendant que de la température, alors on a :
{\displaystyle {x_{1} \over P_{1}}\left({\partial P_{1} \over \partial x_{1}}\right)_{T}={x_{1} \over P_{1}}K_{1}={x_{2} \over P_{2}}\left({\partial P_{2} \over \partial x_{2}}\right)_{T}={x_{2} \over P_{2}}K_{2}=1}
Les modèles de solution idéale (loi de Raoult, loi de Henry) répondent donc à la relation de Duhem-Margules.
Dans son article, Margules propose de compléter cette solution en introduisant deux fonctions dépendant de la composition :
Les paramètres {\displaystyle \alpha _{i}} et {\displaystyle \beta _{i}} sont liés par les relations :
{\displaystyle \beta _{2}=\alpha _{2}+\alpha _{3}+\alpha _{4}+\alpha _{5}+\cdots }
{\displaystyle \beta _{3}=-\alpha _{3}-2\alpha _{4}-3\alpha _{5}-\cdots }
{\displaystyle \cdots }
Ce qui donne :
{\displaystyle x_{1}\left({\partial \ln P_{1} \over \partial x_{1}}\right)_{T}=x_{2}\left({\partial \ln P_{2} \over \partial x_{2}}\right)_{T}=1-x_{1}x_{2}\left(\alpha _{2}+\alpha _{3}x_{2}+\cdots \right)}
Margules montre ensuite que cette solution permet de représenter des azéotropes et des démixtions liquide-liquide, ce que ne permettent pas les lois idéales.
Les deux fonctions ainsi établies par Margules donnent un modèle de coefficient d'activité, notion qui ne fut définie qu'en 1923 par Gilbert Lewis :
{\displaystyle \ln \gamma _{1}={\alpha _{2} \over 2}{x_{2}}^{2}+{\alpha _{3} \over 3}{x_{2}}^{3}+\cdots }
{\displaystyle \ln \gamma _{2}={\beta _{2} \over 2}{x_{1}}^{2}+{\beta _{3} \over 3}{x_{1}}^{3}+\cdots }
Les pressions partielles s'écrivent :
{\displaystyle P_{1}=x_{1}\gamma _{1}K_{1}}
{\displaystyle P_{2}=x_{2}\gamma _{2}K_{2}}
Si les paramètres {\displaystyle \alpha _{i}} et {\displaystyle \beta _{i}} sont nuls, alors {\displaystyle \gamma _{1}=\gamma _{2}} = 1 et le modèle revient aux modèles de solution idéale.

## Description du modèle

### Généralités

#### Enthalpie libre d'excès
On considère deux corps purs {\displaystyle 1} et {\displaystyle 2} dans la même phase liquide ou solide, d'enthalpies libres molaires respectives {\displaystyle {\bar {G}}_{1}^{*}} et {\displaystyle {\bar {G}}_{2}^{*}}. On mélange une quantité {\displaystyle n_{1}} du corps {\displaystyle 1} avec une quantité {\displaystyle n_{2}} du corps {\displaystyle 2}. L'opération étant réalisée à pression et température constantes, le deuxième principe de la thermodynamique implique que l'enthalpie libre ne peut que décroître durant l'opération, c'est-à-dire, pour l'enthalpie libre molaire {\displaystyle {\bar {G}}} du mélange résultant, dans la même phase que les corps purs :
{\displaystyle \left(n_{1}+n_{2}\right){\bar {G}}\leq n_{1}{\bar {G}}_{1}^{*}+n_{2}{\bar {G}}_{2}^{*}}
d'où, en divisant par la quantité de matière totale {\displaystyle n_{1}+n_{2}}, avec les fractions molaires {\displaystyle x_{1}=n_{1}/\left(n_{1}+n_{2}\right)} et {\displaystyle x_{2}=n_{2}/\left(n_{1}+n_{2}\right)} :
{\displaystyle {\bar {G}}\leq x_{1}{\bar {G}}_{1}^{*}+x_{2}{\bar {G}}_{2}^{*}}
On définit l'enthalpie libre de mélange molaire {\displaystyle {\bar {G}}^{\text{mix}}} par la variation d'enthalpie libre molaire due à l'opération de mélange :
L'enthalpie libre de mélange molaire {\displaystyle {\bar {G}}^{\text{mix}}} ne peut donc être que négative ; elle est nulle pour les corps purs ({\displaystyle {\bar {G}}={\bar {G}}_{1}^{*}} pour {\displaystyle x_{1}} = 1 et {\displaystyle {\bar {G}}={\bar {G}}_{2}^{*}} pour {\displaystyle x_{2}} = 1). Il est impossible, à pression et température constantes, de réaliser un mélange dans lequel {\displaystyle {\bar {G}}^{\text{mix}}} est positive.
Dans un mélange idéal, par définition, il n'y a aucune interaction entre les molécules. La création d'enthalpie libre pour un mélange idéal, ou enthalpie libre de mélange idéale molaire {\displaystyle {\bar {G}}^{\text{mix,id}}}, est donnée par :
Cette fonction est toujours négative ou nulle. Le mélange des deux composants est donc toujours possible selon le modèle idéal.
Dans un mélange réel, les interactions entre molécules doivent être prises en compte : la répulsion entre molécules {\displaystyle 1} et molécules {\displaystyle 2} a tendance à empêcher le mélange, alors que l'attraction entre ces molécules a tendance à le favoriser. Il résulte de ces interactions une enthalpie libre d'excès molaire {\displaystyle {\bar {G}}^{\text{E}}} par rapport au mélange idéal. L'enthalpie libre de mélange molaire réelle {\displaystyle {\bar {G}}^{\text{mix}}} vaut ainsi :
Pour les corps purs et les mélanges idéaux, {\displaystyle {\bar {G}}^{\text{E}}=0} par définition. Le modèle d'enthalpie libre d'excès molaire issu des travaux de Margules est de la forme, :
| Modèle d'enthalpie libre d'excès de Margules {\displaystyle {{\bar {G}}^{\text{E}} \over RT}=x_{1}x_{2}\left(A_{2,1}x_{1}+A_{1,2}x_{2}\right)+{x_{1}}^{2}{x_{2}}^{2}\left(B_{2,1}x_{1}+B_{1,2}x_{2}\right)+\cdots } |

avec :
- {\displaystyle x_{1}} et {\displaystyle x_{2}} les fractions molaires des deux composants du mélange ;
- {\displaystyle A_{2,1},\,A_{1,2},\,B_{2,1},\,B_{1,2},\cdots } des paramètres qui décrivent l'interaction entre {\displaystyle 1} et {\displaystyle 2} dans le milieu ; sous cette forme, ces paramètres sont adimensionnels.

Le modèle peut également être présenté sous la forme,, :
Dans ce cas, les paramètres ont la dimension d'une énergie molaire (en joules par mole, J mol−1). Cette forme n'est pas retenue dans le reste de l'article.
En toute rigueur, quelle que soit la forme adoptée, les paramètres {\displaystyle A_{i,j}}, {\displaystyle B_{i,j}}, etc. sont des fonctions de la pression et de la température, mais ils sont le plus souvent considérés comme des constantes.

#### Généralisations
Diverses méthodes existent pour généraliser le modèle aux mélanges à trois corps et plus,. La forme suivante est souvent utilisée :
Le paramètre {\displaystyle A_{i,j,k}} introduit les interactions ternaires entre molécules {\displaystyle i}, {\displaystyle j} et {\displaystyle k}, toutes différentes. La méthode de généralisation la plus simple est de négliger ces interactions, :
avec {\displaystyle {\bar {G}}_{i,j}^{\text{E}}} le modèle du mélange binaire appliqué aux deux corps {\displaystyle i} et {\displaystyle j}.

#### Coefficients d'activité
On note :
- {\displaystyle n_{i}} la quantité du corps {\displaystyle i} dans le mélange liquide ;
- {\displaystyle n=\sum _{i}n_{i}} la quantité totale de matière dans le mélange liquide ;
- {\displaystyle x_{i}=n_{i}/n} la fraction molaire du corps {\displaystyle i} dans le mélange liquide.

Le coefficient d'activité {\displaystyle \gamma _{i}} de chaque corps {\displaystyle i} est défini par :
définition équivalente à :
L'une ou l'autre forme est employée selon que l'on dispose d'un modèle de {\displaystyle {{\bar {G}}^{\text{E}} \over RT}} ou de {\displaystyle {\bar {G}}^{\text{E}}}.
Le coefficient d'activité {\displaystyle \gamma _{i}} est lié à l'enthalpie libre d'excès molaire partielle {\displaystyle {\bar {G}}_{i}^{\text{E}}} du corps {\displaystyle i} définie par :
{\displaystyle {\bar {G}}_{i}^{\text{E}}=\left({\partial \left[n{\bar {G}}^{\text{E}}\right] \over \partial n_{i}}\right)_{P,T,n_{\neq i}}}
Le théorème d'Euler lie l'enthalpie libre d'excès et les coefficients d'activité des constituants d'un mélange selon :
La relation de Gibbs-Duhem impose aussi, pour tout corps {\displaystyle j} du mélange :
Tout modèle d'enthalpie libre d'excès {\displaystyle {\bar {G}}^{\text{E}}} ou de coefficient d'activité {\displaystyle \gamma _{i}} doit vérifier ces deux relations.

#### Limites du modèle
Le modèle de Margules à deux paramètres est un modèle très simple. Il peut être appliqué à de nombreux mélanges. Il peut représenter des équilibres liquide-vapeur ayant une déviation positive (cf. figure 2) comme ceux ayant une déviation négative (cf. figure 5) par rapport au modèle idéal de la loi de Raoult (cf. figure 1). Il représente également les mélanges dans lesquels l'un des coefficients d'activité est plus grand que 1 et l'autre plus petit, et ceux pour lesquels les coefficients atteignent des extrémums. Il peut représenter des azéotropes (cf. figure 3, figure 4, figure 6 et figure 7), des démixtions de phases et des équilibres liquide-liquide-vapeur (cf. figure 16). Il est largement utilisé en métallurgie pour représenter des phases solides.
Le modèle de Margules est cependant empirique. Ses paramètres n'ont aucun sens physique, ne découlent d'aucune théorie et ne dépendent pas de la température. Ils ne peuvent être établis qu'en régressant des résultats expérimentaux et ne peuvent être utilisés qu'à la température à laquelle ces résultats ont été obtenus. Ce modèle n'est donc pas prédictif.
Ce modèle simple est également incapable de représenter correctement des mélanges fortement non idéaux, dans lesquels les molécules des diverses espèces chimiques ont de fortes interactions,. Il ne peut par exemple représenter correctement les liaisons hydrogène, les dimérisations d'acides, les associations entre alcools et dans les solutions aqueuses, les démixtions liquide-liquide des mélanges alcools-hydrocarbures. Ses applications se limitent aux solutions relativement simples et aux liquides non polaires.

### Mélanges à deux corps

#### Modèle à deux paramètres
Pour les mélanges binaires, le modèle à deux paramètres est le plus utilisé :
Il donne les coefficients d'activité,,, :
En réécrivant les coefficients dans le formalisme original de Margules :
{\displaystyle \ln \gamma _{1}=\left(2A_{2,1}-A_{1,2}\right){x_{2}}^{2}-2\left(A_{2,1}-A_{1,2}\right){x_{2}}^{3}={\alpha _{2} \over 2}{x_{2}}^{2}+{\alpha _{3} \over 3}{x_{2}}^{3}}
{\displaystyle \ln \gamma _{2}=\left(2A_{1,2}-A_{2,1}\right){x_{1}}^{2}-2\left(A_{1,2}-A_{2,1}\right){x_{1}}^{3}={\beta _{2} \over 2}{x_{1}}^{2}+{\beta _{3} \over 3}{x_{1}}^{3}}
les paramètres vérifient :
{\displaystyle \beta _{2}=\alpha _{2}+\alpha _{3}}
{\displaystyle \beta _{3}=-\alpha _{3}}
Pour les corps purs, on vérifie que {\displaystyle \gamma _{1}^{*}=\gamma _{2}^{*}} = 1 :
{\displaystyle \lim _{x_{1}\to 1 \atop x_{2}\to 0}\ln \gamma _{1}=\ln \gamma _{1}^{*}=0}
{\displaystyle \lim _{x_{2}\to 1 \atop x_{1}\to 0}\ln \gamma _{2}=\ln \gamma _{2}^{*}=0}
Les coefficients d'activité des corps à dilution infinie sont obtenus par :
{\displaystyle \lim _{x_{1}\to 0 \atop x_{2}\to 1}\ln \gamma _{1}=\ln \gamma _{1,2}^{\infty }=A_{1,2}} (dilution infinie de {\displaystyle 1} dans {\displaystyle 2})
{\displaystyle \lim _{x_{2}\to 0 \atop x_{1}\to 1}\ln \gamma _{2}=\ln \gamma _{2,1}^{\infty }=A_{2,1}} (dilution infinie de {\displaystyle 2} dans {\displaystyle 1})

#### Théorème d'Euler, relation de Gibbs-Duhem
Les coefficients d'activité donnent :
{\displaystyle {\begin{aligned}x_{1}\,\ln \gamma _{1}+x_{2}\,\ln \gamma _{2}&=x_{1}\left(A_{1,2}+2\left(A_{2,1}-A_{1,2}\right)x_{1}\right){x_{2}}^{2}+x_{2}\left(A_{2,1}+2\left(A_{1,2}-A_{2,1}\right)x_{2}\right){x_{1}}^{2}\\&=x_{1}x_{2}\left(A_{2,1}x_{1}+A_{1,2}x_{2}\right)\end{aligned}}}
Le modèle de Margules vérifie donc le théorème d'Euler :
Avec les dérivées (en tenant compte de la relation {\displaystyle x_{1}+x_{2}=1}) :
{\displaystyle \left({\partial \ln \gamma _{1} \over \partial x_{1}}\right)_{P,T}=2x_{2}\left(A_{2,1}-2A_{1,2}-3\left(A_{2,1}-A_{1,2}\right)x_{1}\right)}
{\displaystyle \left({\partial \ln \gamma _{2} \over \partial x_{1}}\right)_{P,T}=-2x_{1}\left(A_{1,2}-2A_{2,1}-3\left(A_{1,2}-A_{2,1}\right)x_{2}\right)=-2x_{1}\left(A_{2,1}-2A_{1,2}-3\left(A_{2,1}-A_{1,2}\right)x_{1}\right)}
le modèle de Margules vérifie également la relation de Gibbs-Duhem :
La relation est également vérifiée pour :
{\displaystyle x_{1}\left({\partial \ln \gamma _{1} \over \partial x_{2}}\right)_{P,T}+x_{2}\left({\partial \ln \gamma _{2} \over \partial x_{2}}\right)_{P,T}=0}
puisque pour tout corps {\displaystyle i} :
{\displaystyle \left({\partial \ln \gamma _{i} \over \partial x_{2}}\right)_{P,T}=-\left({\partial \ln \gamma _{i} \over \partial x_{1}}\right)_{P,T}}

#### Extrémums des coefficients d'activité
La relation de Gibbs-Duhem induit que les dérivées des deux coefficients d'activité {\displaystyle \gamma _{1}} et {\displaystyle \gamma _{2}} sont de signes opposés. Les deux coefficients varient donc en sens inverses : si l'un croît, l'autre décroît. La relation induit également que les deux dérivées s'annulent en même temps : les deux coefficients atteignent donc d'éventuels extrémums aux mêmes compositions du liquide. Ces extrémums sont inverses : si l'un des coefficients atteint un maximum, l'autre atteint un minimum. Pour le modèle de Margules à deux paramètres, la dérivée de {\displaystyle \ln \gamma _{1}} s'annule en :
{\displaystyle x_{1}^{\circ }={1-2\,A_{1,2}/A_{2,1} \over 3\left(1-A_{1,2}/A_{2,1}\right)}}
Si {\displaystyle 1/2<A_{2,1}/A_{1,2}<2}, alors {\displaystyle x_{1}^{\circ }} n'est pas comprise entre 0 et 1 :
- si {\displaystyle A_{1,2}<0}, alors {\displaystyle \gamma _{1}} est monotone strictement croissant en {\displaystyle x_{1}} (décroissant en {\displaystyle x_{2}}) ;
- si {\displaystyle A_{1,2}>0}, alors {\displaystyle \gamma _{1}} est monotone strictement décroissant en {\displaystyle x_{1}} (croissant en {\displaystyle x_{2}}).

On a la dérivée seconde :
{\displaystyle \left({\partial ^{2}\ln \gamma _{1} \over {\partial x_{1}}^{2}}\right)_{P,T}=-2\left(4A_{2,1}-5A_{1,2}\right)+12\left(A_{2,1}-A_{1,2}\right)x_{1}}
dans laquelle on introduit {\displaystyle x_{1}^{\circ }} :
{\displaystyle \left({\partial ^{2}\ln \gamma _{1} \over {\partial x_{1}}^{2}}\right)_{P,T}^{\circ }=2\left(A_{1,2}-2A_{2,1}\right)}
Si cette dérivée est positive, l'extrémum est un minimum, si elle est négative, c'est un maximum. Si {\displaystyle A_{2,1}/A_{1,2}<1/2}, alors :
- si {\displaystyle A_{1,2}<0}, alors {\displaystyle \gamma _{1}} présente un maximum ;
- si {\displaystyle A_{1,2}>0}, alors {\displaystyle \gamma _{1}} présente un minimum.

Si {\displaystyle 1/2<A_{2,1}/A_{1,2}}, alors :
- si {\displaystyle A_{1,2}<0}, alors {\displaystyle \gamma _{1}} présente un minimum ;
- si {\displaystyle A_{1,2}>0}, alors {\displaystyle \gamma _{1}} présente un maximum.

Exemple
Le système binaire chloroforme (1)-méthanol (2) montre un maximum du coefficient d'activité du chloroforme à {\displaystyle x_{1}^{\circ }} = 0,17, avec les paramètres {\displaystyle A_{1,2}} = 0,6298 et {\displaystyle A_{2,1}} = 1,9522 à 20 °C.

#### Modèle de Porter, solutions athermique et régulière
Le modèle peut être simplifié en supposant que {\displaystyle A_{2,1}=A_{1,2}=A}, ce qui donne :
ainsi que :
{\displaystyle \ln \gamma _{1}=Ax_{2}-{\mathcal {G}}^{\text{E}}=A{x_{2}}^{2}}
{\displaystyle \ln \gamma _{2}=Ax_{1}-{\mathcal {G}}^{\text{E}}=A{x_{1}}^{2}}
{\displaystyle \ln \gamma _{1,2}^{\infty }=A}
{\displaystyle \ln \gamma _{2,1}^{\infty }=A}
On introduit l'enthalpie {\displaystyle H} et l'entropie {\displaystyle S} telles que {\displaystyle G=H-TS}. On a :
- l'enthalpie d'excès molaire :

{\displaystyle {\bar {H}}^{\text{E}}=\left({\partial {{\bar {G}}^{\text{E}} \over T} \over \partial {1 \over T}}\right)_{P,x}=0} (relation de Gibbs-Helmholtz) ;
- l'entropie d'excès molaire :

{\displaystyle {\bar {S}}^{\text{E}}={{\bar {H}}^{\text{E}}-{\bar {G}}^{\text{E}} \over T}=-{Ax_{1}x_{2} \over T}}
Cette simplification est appelée modèle de Porter,. Une solution suivant ce modèle est un cas de solution athermique ({\displaystyle {\bar {H}}^{\text{E}}} = 0 et {\displaystyle {\bar {S}}^{\text{E}}} ≠ 0).
Lorsque le modèle est écrit sous la forme :
on a :
{\displaystyle RT\,\ln \gamma _{1}=Ax_{2}-{\bar {G}}^{\text{E}}=A{x_{2}}^{2}}
{\displaystyle RT\,\ln \gamma _{2}=Ax_{1}-{\bar {G}}^{\text{E}}=A{x_{1}}^{2}}
{\displaystyle {\bar {H}}^{\text{E}}=Ax_{1}x_{2}}
{\displaystyle {\bar {S}}^{\text{E}}=0}
Une solution suivant ce modèle est un cas de solution régulière ({\displaystyle {\bar {H}}^{\text{E}}} ≠ 0 et {\displaystyle {\bar {S}}^{\text{E}}} = 0),,.
Quelle que soit la forme employée, lorsque {\displaystyle A} = 0 la solution est idéale ({\displaystyle {\bar {H}}^{\text{E}}} = 0 et {\displaystyle {\bar {S}}^{\text{E}}} = 0).
Quelle que soit la forme employée, cette simplification rend le modèle symétrique par rapport à la composition {\displaystyle x_{1}} = 0,5, ce qui n'est pas réaliste. Elle interdit également la possibilité de représenter des extrémums des coefficients d'activité. Elle est cependant souvent utilisée à des fins pédagogiques pour sa simplicité. Elle est également utilisée dans certaines extensions de la loi de Henry : équation de Krichevsky-Ilinskaya, et extension aux mélanges multicomposants.

### Autres mélanges

#### Mélanges à trois corps
Pour les mélanges ternaires, le modèle d'enthalpie libre d'excès :
donne les coefficients d'activité :
Ce modèle nécessite sept paramètres, six si l'on néglige les interactions ternaires. Il peut être simplifié en supposant que :
{\displaystyle {\mathcal {G}}^{\text{E}}={{\bar {G}}^{\text{E}} \over RT}=x_{1}x_{2}A_{1,2}+x_{1}x_{3}A_{1,3}+x_{2}x_{3}A_{2,3}}
d'où :
{\displaystyle \ln \gamma _{1}=x_{2}A_{1,2}+x_{3}A_{1,3}-{\mathcal {G}}^{\text{E}}}
{\displaystyle \ln \gamma _{2}=x_{1}A_{1,2}+x_{3}A_{2,3}-{\mathcal {G}}^{\text{E}}}
{\displaystyle \ln \gamma _{3}=x_{1}A_{1,3}+x_{2}A_{2,3}-{\mathcal {G}}^{\text{E}}}

#### Mélanges à quatre corps
Pour les mélanges quaternaires, le modèle d'enthalpie libre d'excès :
donne les coefficients d'activité :
Ce modèle nécessite seize paramètres, douze si l'on néglige les interactions ternaires. Il peut être simplifié en supposant que :
{\displaystyle {\mathcal {G}}^{\text{E}}={{\bar {G}}^{\text{E}} \over RT}=x_{1}x_{2}A_{1,2}+x_{1}x_{3}A_{1,3}+x_{1}x_{4}A_{1,4}+x_{2}x_{3}A_{2,3}+x_{2}x_{4}A_{2,4}+x_{3}x_{4}A_{3,4}}
d'où :
{\displaystyle \ln \gamma _{1}=x_{2}A_{1,2}+x_{3}A_{1,3}+x_{4}A_{1,4}-{\mathcal {G}}^{\text{E}}}
{\displaystyle \ln \gamma _{2}=x_{1}A_{1,2}+x_{3}A_{2,3}+x_{4}A_{2,4}-{\mathcal {G}}^{\text{E}}}
{\displaystyle \ln \gamma _{3}=x_{1}A_{1,3}+x_{2}A_{2,3}+x_{4}A_{3,4}-{\mathcal {G}}^{\text{E}}}
{\displaystyle \ln \gamma _{4}=x_{1}A_{1,4}+x_{2}A_{2,4}+x_{3}A_{3,4}-{\mathcal {G}}^{\text{E}}}

## Étude des mélanges binaires

### Équilibres liquide-vapeur

#### Exemples de diagrammes de phases
Soit un mélange de deux corps notés {\displaystyle 1} et {\displaystyle 2}, à température {\displaystyle T} donnée et pression {\displaystyle P} modérée (moins de 10 bar). La phase vapeur est considérée comme un mélange de gaz parfaits, la phase liquide n'est pas idéale. L'équilibre liquide-vapeur est décrit par les équations :
{\displaystyle y_{1}P=x_{1}\gamma _{1}P_{1}^{\text{sat}}}
{\displaystyle y_{2}P=x_{2}\gamma _{2}P_{2}^{\text{sat}}}
avec :
- {\displaystyle P} la pression totale ;
- {\displaystyle P_{1}^{\text{sat}}} et {\displaystyle P_{2}^{\text{sat}}} les pressions de vapeur saturante à la température {\displaystyle T} ;
- {\displaystyle x_{1}} et {\displaystyle x_{2}} les fractions molaires des deux corps en phase liquide ({\displaystyle x_{1}+x_{2}=1}) ;
- {\displaystyle y_{1}} et {\displaystyle y_{2}} les fractions molaires des deux corps en phase gaz ({\displaystyle y_{1}+y_{2}=1}).

Les coefficients d'activité sont calculés selon le modèle de Margules à deux paramètres {\displaystyle A_{1,2}} et {\displaystyle A_{2,1}} :
{\displaystyle \ln \gamma _{1}=\left(A_{1,2}+2\left(A_{2,1}-A_{1,2}\right)x_{1}\right){x_{2}}^{2}}
{\displaystyle \ln \gamma _{2}=\left(A_{2,1}+2\left(A_{1,2}-A_{2,1}\right)x_{2}\right){x_{1}}^{2}}
Les figures ci-dessous montrent divers diagrammes de phases isothermes obtenus pour divers jeux de paramètres. Avec les paramètres {\displaystyle A_{1,2}=A_{2,1}} = 0, on obtient la loi de Raoult (figure 1). Les autres figures montrent des déviations par rapport à ce modèle idéal (figure 2 et figure 5) et des azéotropes simples (figure 3 et figure 6) voire doubles (figure 4 et figure 7).

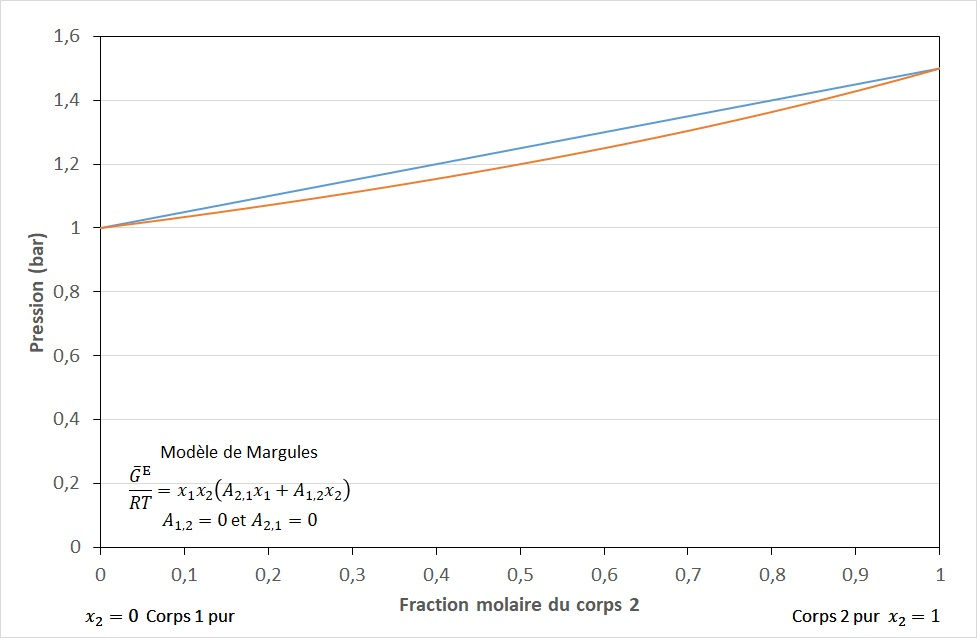
Figure 1 - Loi de Raoult, modèle idéal. {\displaystyle A_{1,2}=A_{2,1}} = 0.

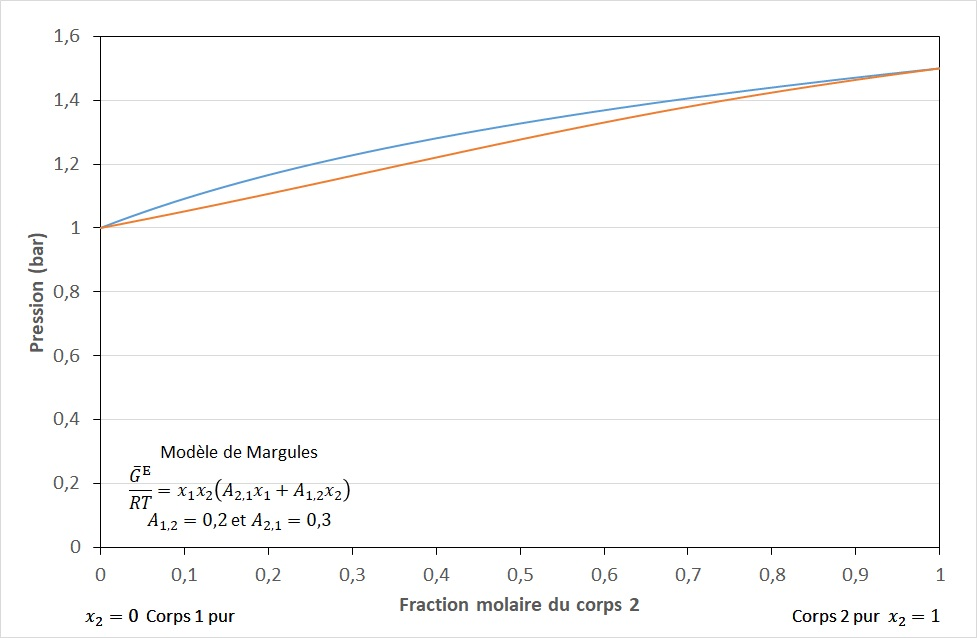
Figure 2 - Déviation positive. {\displaystyle A_{1,2}} = 0,2 et {\displaystyle A_{2,1}} = 0,3.
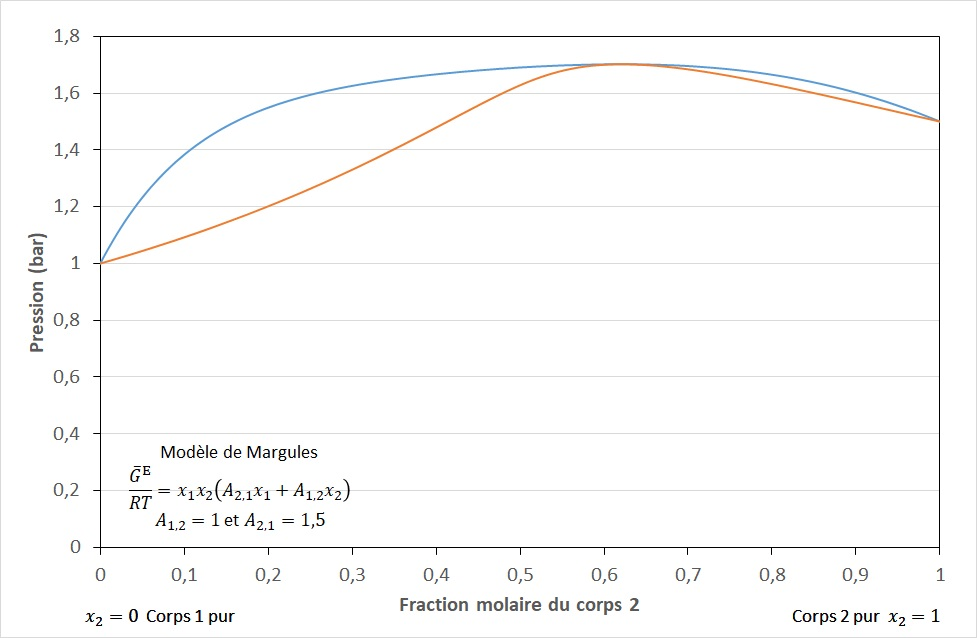
Figure 3 - Azéotrope positif. {\displaystyle A_{1,2}} = 1 et {\displaystyle A_{2,1}} = 1,5.
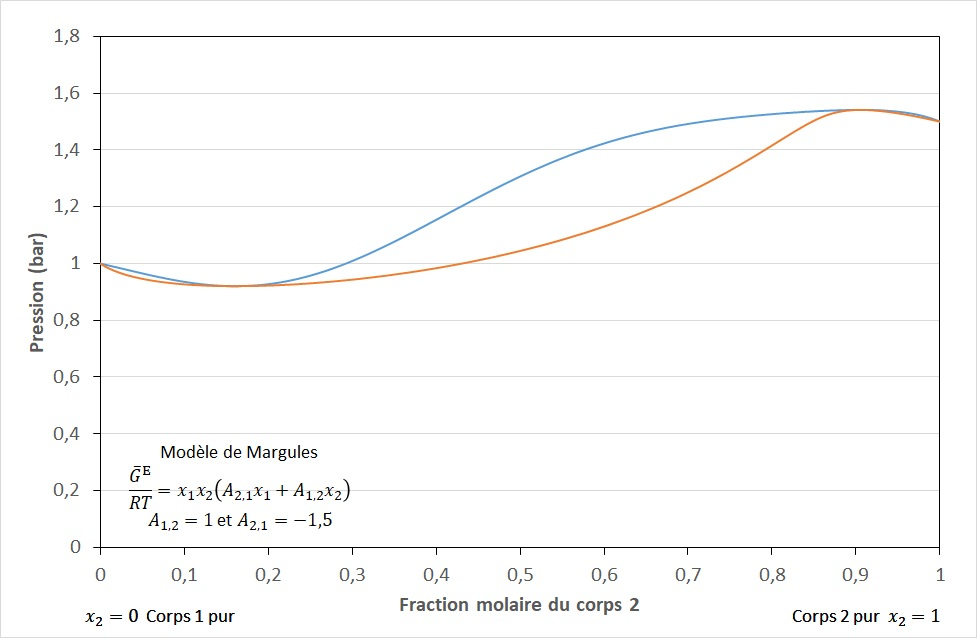
Figure 4 - Deux azéotropes : négatif à gauche et positif à droite. {\displaystyle A_{1,2}} = 1 et {\displaystyle A_{2,1}} = -1,5.

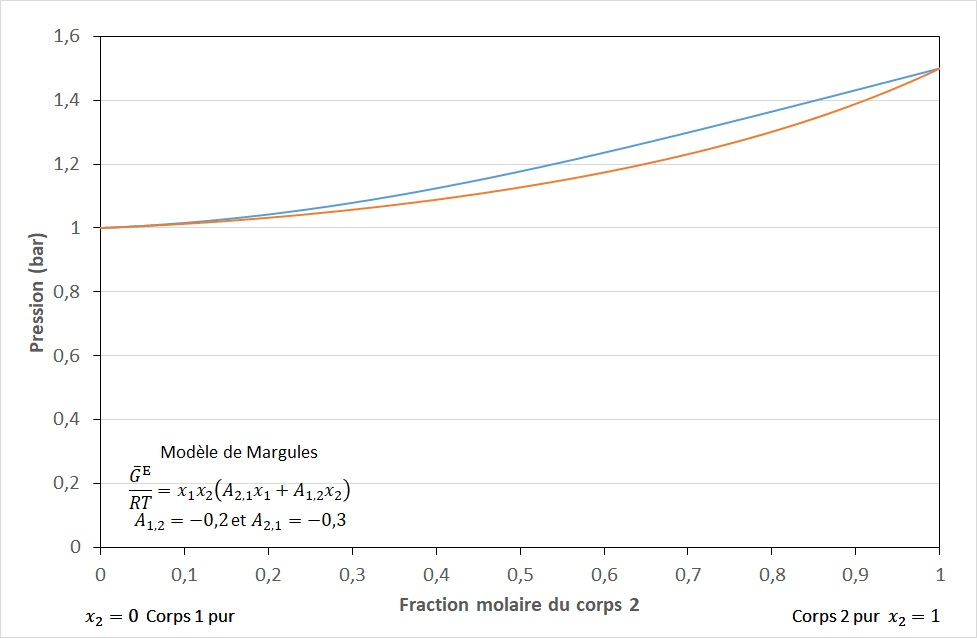
Figure 5 - Déviation négative. {\displaystyle A_{1,2}} = -0,2 et {\displaystyle A_{2,1}} = -0,3.
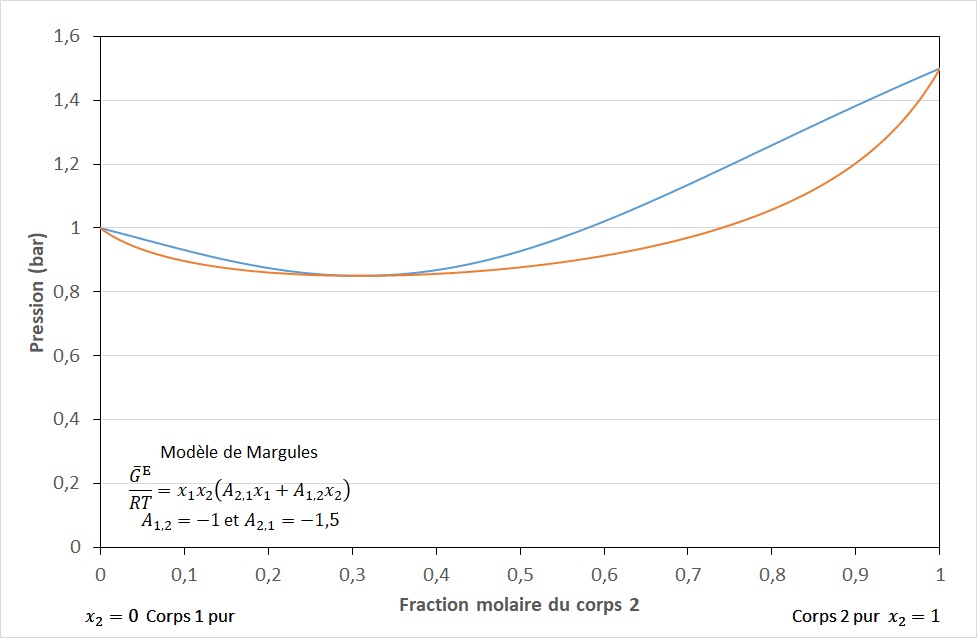
Figure 6 - Azéotrope négatif. {\displaystyle A_{1,2}} = -1 et {\displaystyle A_{2,1}} = -1,5.
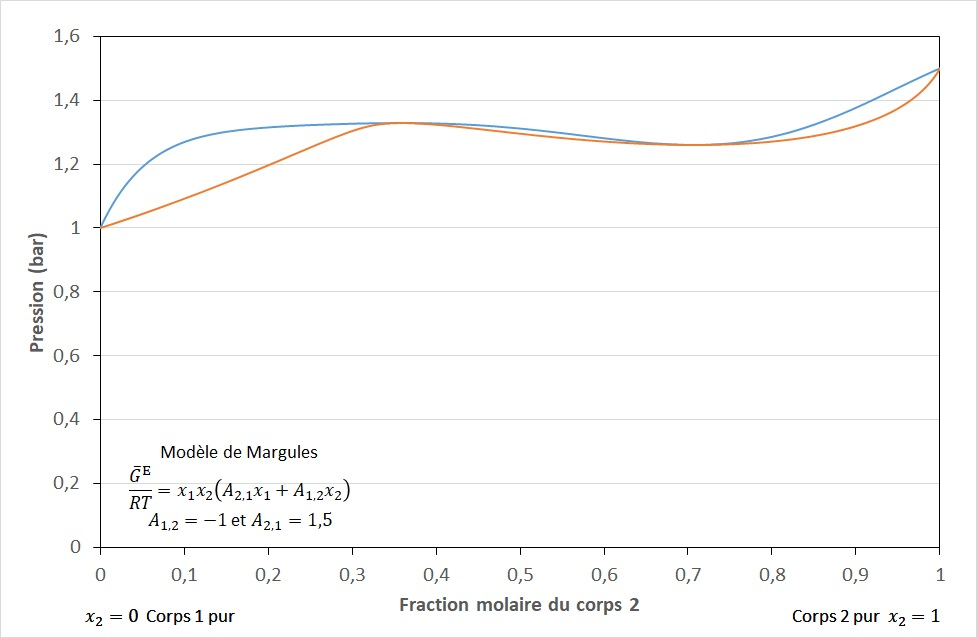
Figure 7 - Deux azéotropes : positif à gauche et négatif à droite. {\displaystyle A_{1,2}} = -1 et {\displaystyle A_{2,1}} = 1,5.

Les figures précédentes ne représentent que des équilibres liquide-vapeur. Certains jeux de paramètres conduisent à des diagrammes plus complexes telle la figure 15. Ces diagrammes montrent des équilibres impliquant des démixtions de phases étudiées dans la section Démixtion de phases.

#### Condition d'apparition d'un azéotrope
Dans un mélange azéotropique, la phase gaz a la même composition que la phase liquide :
{\displaystyle y_{1}=x_{1}}
{\displaystyle y_{2}=x_{2}}
On obtient pour la pression totale d'un azéotrope :
{\displaystyle P=\gamma _{1}P_{1}^{\text{sat}}=\gamma _{2}P_{2}^{\text{sat}}}
Il existe donc un azéotrope s'il existe une composition de la phase liquide vérifiant,, :
Cette condition ne peut être remplie par le modèle de la solution idéale (loi de Raoult), dans lequel {\displaystyle \gamma _{1}=\gamma _{2}} = 1 (cf. figure 1). Le modèle idéal est donc incapable de représenter un azéotrope.
Pour la plupart des mélanges réels, la pression d'équilibre liquide-vapeur est supérieure à la pression donnée par la loi de Raoult (cf. figure 2). Dans ces conditions, un éventuel azéotrope est dit azéotrope à déviation positive ou azéotrope positif (cf. figure 3). Pour certains mélanges réels, peu fréquents, la pression d'équilibre liquide-vapeur est inférieure à la pression donnée par la loi de Raoult (cf. figure 5). Dans ces conditions, un éventuel azéotrope est dit azéotrope à déviation négative ou azéotrope négatif (cf. figure 6). Il existe des cas encore plus rares de mélanges présentant deux azéotropes en fonction de la composition, comme le système benzène-hexafluorobenzène (cf. figure 4 et figure 7).

#### Conditions selon le modèle de Margules

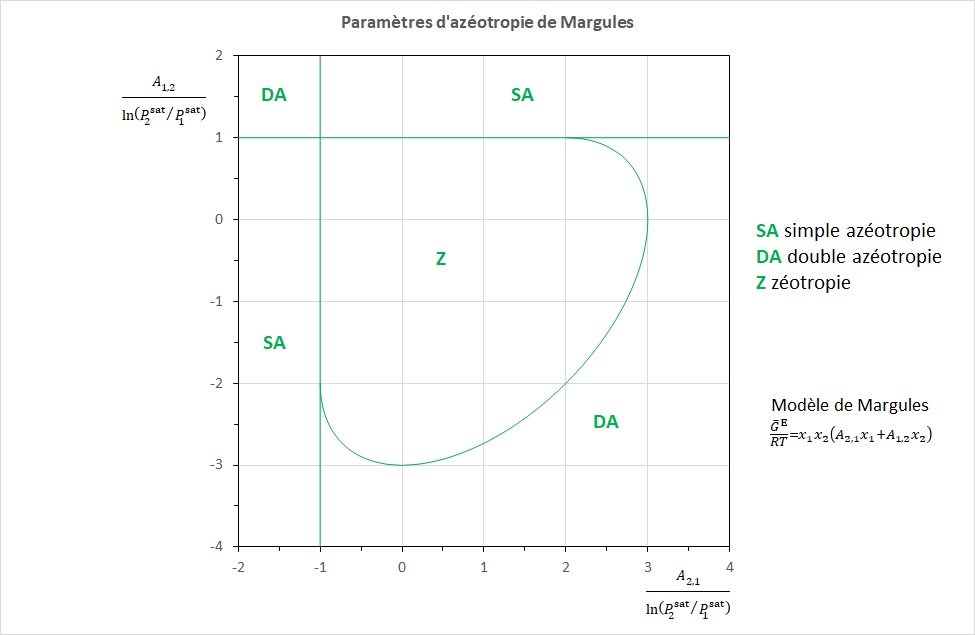
Figure 8 - Domaines de zéotropie et d'azéotropie selon les paramètres du modèle de Margules.

Le modèle à deux paramètres {\displaystyle A_{1,2}} et {\displaystyle A_{2,1}} donne :
Selon les valeurs des paramètres, cette fonction du second degré en {\displaystyle x_{2}} peut avoir jusqu'à deux racines réelles situées entre 0 et 1. Ce modèle peut donc représenter des cas à un ou deux azéotropes. Si la fonction n'a pas de racine réelle, ou si ses racines réelles se situent hors de la plage de composition de 0 à 1, le mélange ne présente pas d'azéotrope, le mélange est dit zéotrope. La figure 8 donne les domaines de zéotropie, de simple et de double azéotropie en fonction des paramètres de Margules. La courbe elliptique qui sépare le domaine de zéotropie de celui de double azéotropie a pour équation :
{\displaystyle {\tilde {A}}_{1,2}={A_{1,2} \over \ln \!\left(P_{2}^{\text{sat}}/P_{1}^{\text{sat}}\right)}}
{\displaystyle {\tilde {A}}_{2,1}={A_{2,1} \over \ln \!\left(P_{2}^{\text{sat}}/P_{1}^{\text{sat}}\right)}}
{\displaystyle {{\tilde {A}}_{1,2}}^{2}-{\tilde {A}}_{1,2}{\tilde {A}}_{2,1}+{{\tilde {A}}_{2,1}}^{2}+3{\tilde {A}}_{1,2}-3{\tilde {A}}_{2,1}=0}
Le tableau suivant donne des conditions nécessaires (mais pas suffisantes) d'apparition des azéotropes pour le modèle de Margules à deux paramètres,.
| Convention : {\displaystyle \tau =P_{2}^{\text{sat}}/P_{1}^{\text{sat}}>1}                |                                                      |                                                      |              |
| Type d'azéotrope                                                                          | Conditions nécessaires                               | Conditions nécessaires                               | Illustration |
| Type d'azéotrope                                                                          | {\displaystyle A_{1,2}=\exp \gamma _{1,2}^{\infty }} | {\displaystyle A_{2,1}=\exp \gamma _{2,1}^{\infty }} | Illustration |
| positif                                                                                   | {\displaystyle >\ln \tau }                           | {\displaystyle >-\ln \tau }                          | figure 3     |
| deux azéotropes négatif vers {\displaystyle x_{2}=0} positif vers {\displaystyle x_{2}=1} | {\displaystyle >\ln \tau }                           | {\displaystyle <-\ln \tau }                          | figure 4     |
| négatif                                                                                   | {\displaystyle <\ln \tau }                           | {\displaystyle <-\ln \tau }                          | figure 6     |
| deux azéotropes positif vers {\displaystyle x_{2}=0} négatif vers {\displaystyle x_{2}=1} | {\displaystyle <\ln \tau }                           | {\displaystyle >-\ln \tau }                          | figure 7     |

Le modèle à un paramètre {\displaystyle A_{2,1}=A_{1,2}=A} donne :
Cette fonction du premier degré ne peut avoir qu'une seule solution et ne peut donc représenter des cas de double azéotrope. Avec par convention {\displaystyle \tau =P_{2}^{\text{sat}}/P_{1}^{\text{sat}}>1}, ce modèle donne, :
- un azéotrope positif pour {\displaystyle A>\ln \tau } ;
- aucun azéotrope pour {\displaystyle \ln \tau \geq A\geq -\ln \tau } ;
- un azéotrope négatif pour {\displaystyle -\ln \tau >A}.

### Démixtions de phases

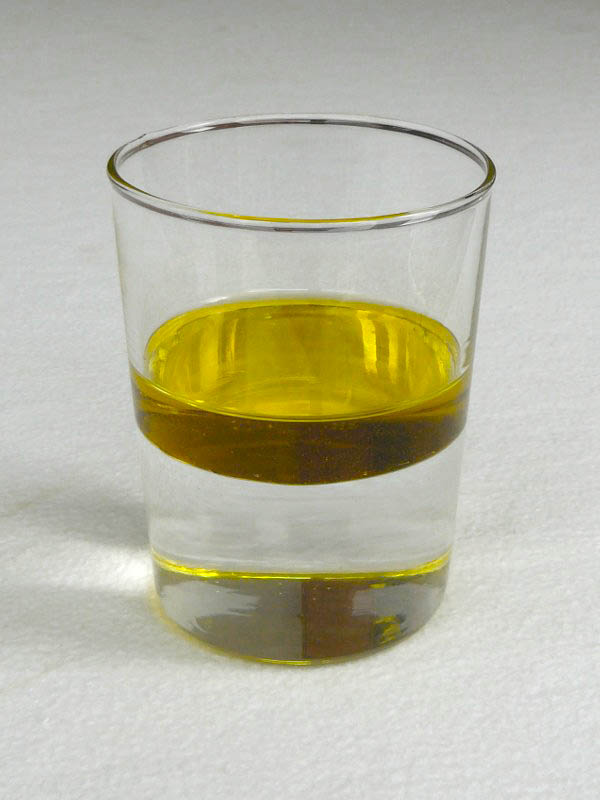
Figure 9 - Démixtion de deux phases liquides en équilibre : de l'huile (jaune, en haut) sur de l'eau (transparente, en bas).

Lorsque, à pression et température données, deux corps, notés {\displaystyle 1} et {\displaystyle 2}, dans le même état sont totalement miscibles, le résultat de leur mélange est une phase homogène, dans laquelle les deux corps peuvent être présents en toute proportion. Une démixtion survient lorsque les deux corps ne sont que partiellement miscibles. Dans ce cas, chaque corps possède un maximum de solubilité dans l'autre et ils ne peuvent être mélangés en toute proportion. Il existe en conséquence au moins une plage de composition dans laquelle le mélange se sépare en deux phases en équilibre dans le même état : l'une est riche en corps {\displaystyle 1} et pauvre en corps {\displaystyle 2}, l'autre est riche en corps {\displaystyle 2} et pauvre en corps {\displaystyle 1}. Un exemple de démixtion est la présence de deux phases liquides dans le mélange eau-huile (cf. figure 9). Les démixtions ne s'observent que sur les phases condensées (liquide et solide) ; la diffusion de la matière empêche naturellement toute démixtion des phases gazeuses.
Le modèle de Margules permet de représenter des démixtions, contrairement au modèle idéal de la loi de Raoult. Il est utilisé pour représenter des démixtions de liquides et est largement utilisé en métallurgie pour représenter des démixtions de solides.

#### Condition de stabilité d'un mélange

Paramètres critiques de démixtion de Margules.
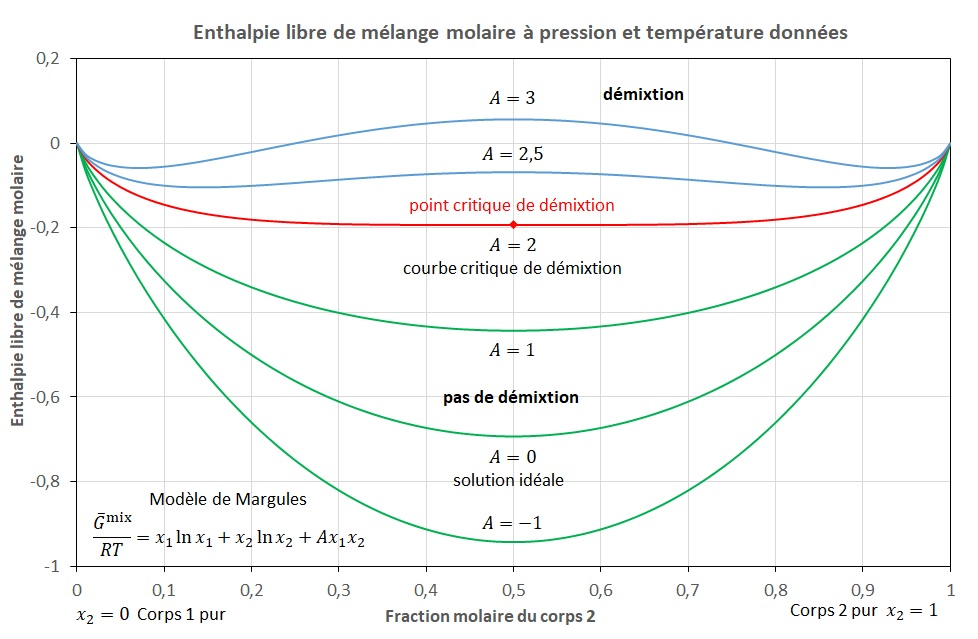
Figure 10 - Enthalpie libre de mélange molaire avec le modèle d'enthalpie libre d'excès molaire de Margules à un paramètre (modèle de Porter, solution athermique). Sous la courbe critique, le mélange ne présente qu'une seule phase. Au-dessus de la courbe critique, le mélange présente une démixtion de deux phases[27].
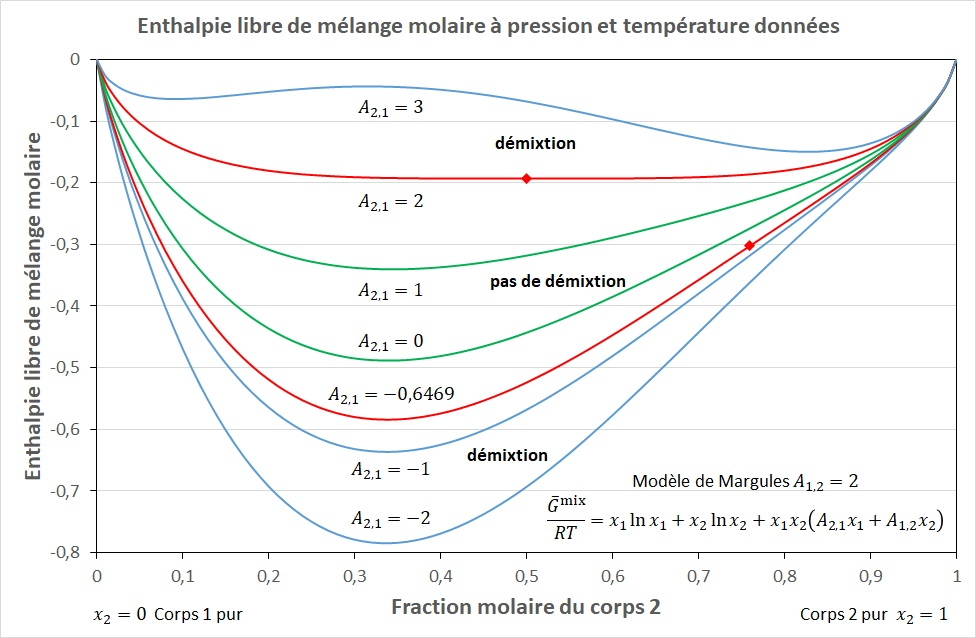
Figure 11 - Quelques courbes d'enthalpie libre de mélange molaire du modèle à deux paramètres de Margules. Pour {\displaystyle A_{1,2}} = 2, les courbes avec {\displaystyle A_{2,1}} = -0,6469 et {\displaystyle A_{2,1}} = 2 sont des courbes de démixtion critiques présentant un point critique.

Le deuxième principe de la thermodynamique impose qu'à l'équilibre thermodynamique, à pression et température données, l'enthalpie libre molaire {\displaystyle {\bar {G}}} d'un mélange stable ne peut être que convexe en fonction de la composition. Sa dérivée d'ordre 2 doit donc vérifier :
Par construction, cette condition s'applique aussi à {\displaystyle {\bar {G}}^{\text{mix}}}. Ainsi un mélange stable ne peut-il avoir une enthalpie libre de mélange concave. Dans un tel cas, le mélange est instable et se sépare en deux phases ou plus en équilibre, l'enthalpie libre de mélange globale de l'ensemble des phases résultantes étant convexe. Une fonction {\displaystyle {\bar {G}}^{\text{mix}}} montrant une démixtion est convexe proche des deux corps purs et concave sur une plage de composition intermédiaire : elle comporte deux changements de convexité, soit deux points d'inflexion. On étudie la fonction enthalpie libre de mélange molaire avec le modèle de Margules à deux paramètres :
{\displaystyle {\mathcal {G}}^{\text{mix}}\!\left(x_{2}\right)={{\bar {G}}^{\text{mix}} \over RT}={{\bar {G}}^{\text{mix,id}}+{\bar {G}}^{\text{E}} \over RT}=x_{1}\,\ln x_{1}+x_{2}\,\ln x_{2}+x_{1}x_{2}\left(A_{2,1}x_{1}+A_{1,2}x_{2}\right)}
La figure 10 ci-dessus montre le tracé de {\displaystyle {\mathcal {G}}^{\text{mix}}} avec le modèle à un paramètre, {\displaystyle A_{1,2}=A_{2,1}=A}. Pour {\displaystyle A} = 0 le mélange est idéal. Plus {\displaystyle A} s'éloigne de 0, plus le comportement du mélange s'éloigne du comportement idéal. Pour {\displaystyle A} < 2 la fonction est strictement convexe ; le mélange ne présente qu'une seule phase. Pour {\displaystyle A} > 2 la fonction présente deux points d'inflexion entre lesquels elle est concave ; le mélange présente une démixtion de deux phases. La courbe obtenue avec {\displaystyle A} = 2 est la courbe critique de démixtion ; sur cette courbe, les deux points d'inflexion sont confondus en un point unique appelé point critique de démixtion. Ce modèle ne génère qu'un seul point critique avec {\displaystyle x_{2}} = 0,5 et {\displaystyle A_{\text{c}}} = 2. Le modèle à deux paramètres {\displaystyle A_{1,2}\neq A_{2,1}} présente les mêmes types de comportement selon les valeurs des paramètres (cf. figure 11), aux différences près que la fonction n'est pas symétrique par rapport à {\displaystyle x_{1}} = 0,5 et qu'il peut représenter une infinité de points critiques (cf. figure 12 et figure 13).

#### Point critique de démixtion

Paramètres critiques de démixtion de Margules.
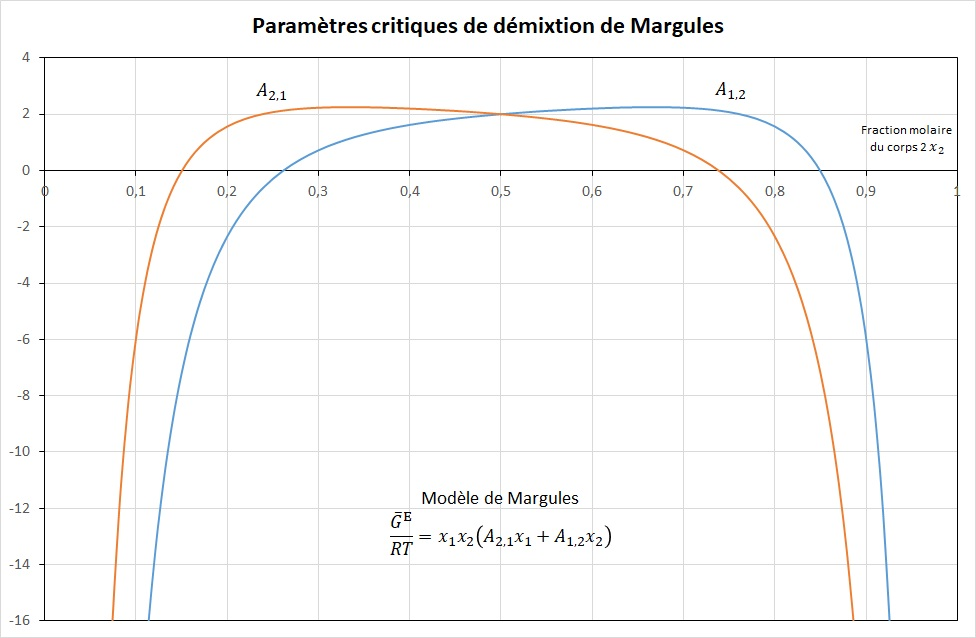
Figure 12 - Selon la composition[10].
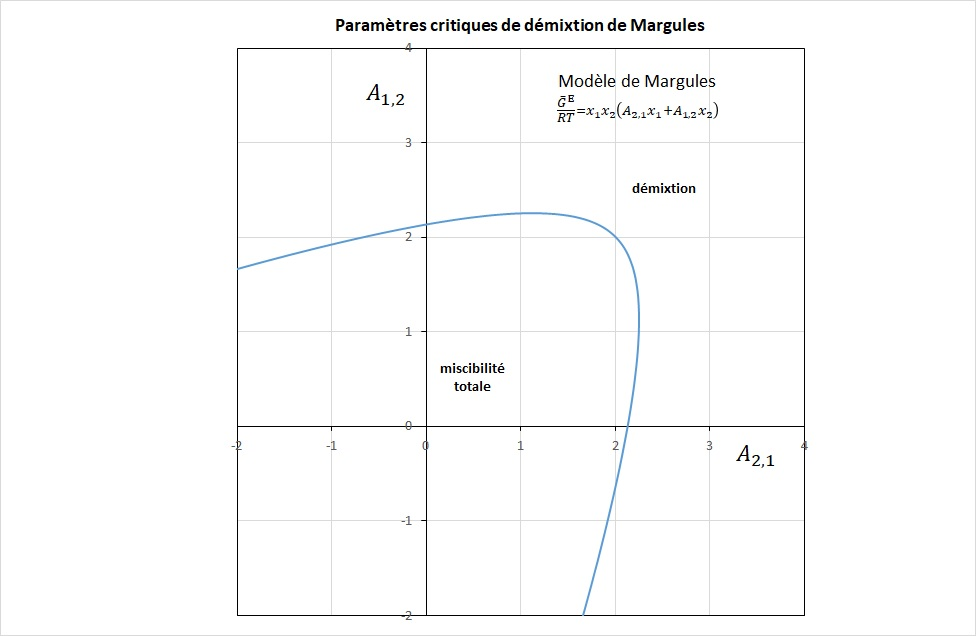
Figure 13 - Domaines de démixtion et de miscibilité totale[23].

Le point critique de démixtion est le cas dégénéré dans lequel les deux points d'inflexion de la fonction {\displaystyle {\bar {G}}^{\text{mix}}} sont confondus. En un point d'inflexion on a :
soit :
{\displaystyle {\mathcal {G}}^{{\text{mix}}\,(2)}\!\left(x_{2}\right)={1 \over x_{1}x_{2}}+6x_{2}\left(A_{2,1}-A_{1,2}\right)-2\left(2A_{2,1}-A_{1,2}\right)=0}
Si la fonction est tracée en fonction de la fraction molaire {\displaystyle x_{2}}, le domaine de concavité de la fonction est encadré à gauche par un point d'inflexion où la fonction convexe devient concave, soit {\displaystyle \left(\partial ^{3}{\bar {G}}^{\text{mix}}/{\partial x_{2}}^{3}\right)_{P,T}<0}, et à droite par un point d'inflexion où la fonction concave redevient convexe, soit {\displaystyle \left(\partial ^{3}{\bar {G}}^{\text{mix}}/{\partial x_{2}}^{3}\right)_{P,T}>0}. Au point critique de démixtion, les deux dérivées doivent être égales, ce qui impose :
soit :
{\displaystyle {\mathcal {G}}^{{\text{mix}}\,(3)}\!\left(x_{2}\right)={x_{2}-x_{1} \over {x_{1}}^{2}{x_{2}}^{2}}+6\left(A_{2,1}-A_{1,2}\right)=0}
D'autre part, en ce point la fonction doit être convexe, ce qui impose que la dérivée d'ordre pair suivante doit être positive :
soit :
{\displaystyle {\mathcal {G}}^{{\text{mix}}\,(4)}\!\left(x_{2}\right)=2{1-3x_{1}x_{2} \over {x_{1}}^{3}{x_{2}}^{3}}>0}
Les première et deuxième conditions induisent les paramètres critiques, :
{\displaystyle A_{\text{c,1,2}}={3x_{1}x_{2}+\left(x_{1}-x_{2}\right)\left(1-3x_{1}\right) \over 6{x_{1}}^{2}{x_{2}}^{2}}}
{\displaystyle A_{\text{c,2,1}}={3x_{1}x_{2}+\left(x_{2}-x_{1}\right)\left(1-3x_{2}\right) \over 6{x_{1}}^{2}{x_{2}}^{2}}}
On a {\displaystyle A_{\text{c,1,2}}\!\left(x_{2}\right)=A_{\text{c,2,1}}\!\left(1-x_{2}\right)} : ces deux fonctions sont miroir l'une de l'autre et se croisent en {\displaystyle x_{2}} = 0,5 avec {\displaystyle A_{\text{c,1,2}}=A_{\text{c,2,1}}} = 2. Elles présentent chacune un maximum, {\displaystyle A_{\text{c,1,2}}} en {\displaystyle x_{2}} = 2/3 et {\displaystyle A_{\text{c,2,1}}} en {\displaystyle x_{2}} = 1/3 ; ce maximum vaut {\displaystyle A_{\text{c,1,2}}^{\max }=A_{\text{c,2,1}}^{\max }} = 9/4 = 2,25 (cf. figure 12). Tracés l'un en fonction de l'autre, les paramètres critiques délimitent dans la figure 13 le domaine dans lequel les paramètres de Margules permettent une démixtion et celui dans lequel ils ne le permettent pas.
La troisième condition est vraie quelle que soit {\displaystyle x_{2}} pour le modèle de Margules. Selon ce modèle, il est donc possible de trouver des conditions critiques de démixtion pour toute composition de la phase liquide. Cette troisième contrainte réduit le domaine des compositions possibles d'apparition de la démixtion pour d'autres modèles d'enthalpie libre d'excès molaire. Pour certains modèles elle peut même ne jamais être vérifiée, ce qui rend ces modèles inaptes à représenter des démixtions.
Avec le modèle à un paramètre, {\displaystyle A_{1,2}=A_{2,1}=A}, la deuxième condition implique que {\displaystyle x_{1}=x_{2}}, soit {\displaystyle x_{2}} = 0,5. La première condition donne {\displaystyle A_{\text{c}}} = 2. Ce modèle ne génère qu'un seul point critique.

#### Équilibre de deux phases démixées

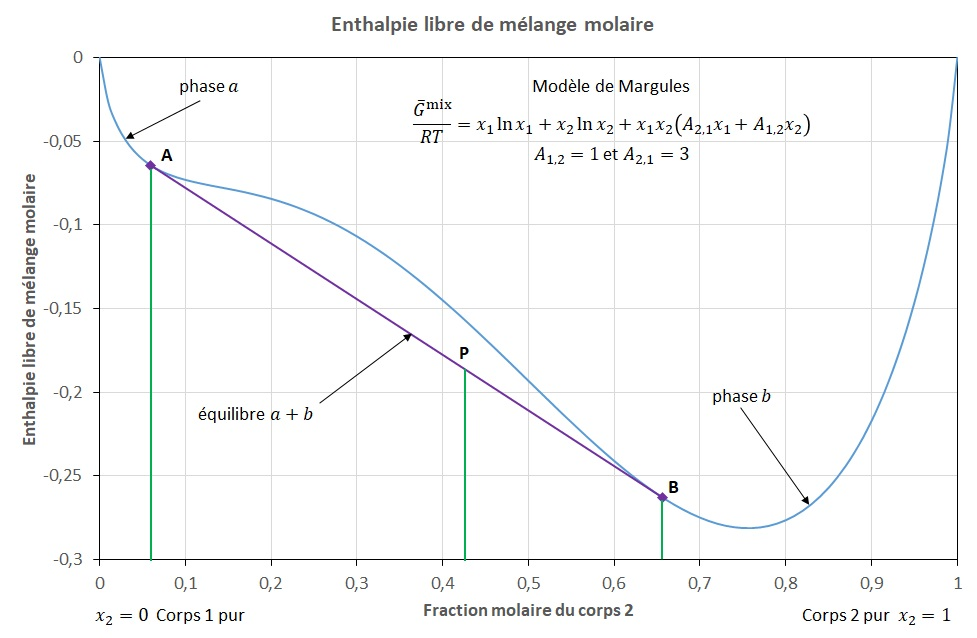
Figure 14 - Exemple de démixtion. Entre les points A et B, le mélange se sépare en deux phases. Avec = 1 et = 3, on a = 0,06 et = 0,66.

La figure 14 ci-contre montre un exemple de démixtion de phases. L'enthalpie libre de mélange molaire {\displaystyle {\bar {G}}^{\text{mix}}} calculée avec le modèle de Margules (courbe bleue), à pression et température constantes, est concave sur une plage de composition située entre deux plages convexes. La fonction {\displaystyle {\bar {G}}^{\text{mix}}} réelle doit rester dérivable et convexe sur l'ensemble des compositions. Pour cela, entre les points A et B elle ne suit pas la courbe bleue, mais le segment de droite violet. Aux points A et B le segment violet est tangent à la courbe bleue, les dérivées de l'enthalpie libre de mélange molaire doivent être égales à la pente du segment, d'où les deux équations permettant de déterminer {\displaystyle x_{2}^{\boldsymbol {\mathsf {A}}}} et {\displaystyle x_{2}^{\boldsymbol {\mathsf {B}}}} :
soit :
{\displaystyle {\mathcal {G}}^{{\text{mix}}\,(1)}\!\left(x_{2}^{\boldsymbol {\mathsf {A}}}\right)={\mathcal {G}}^{{\text{mix}}\,(1)}\!\left(x_{2}^{\boldsymbol {\mathsf {B}}}\right)={{\mathcal {G}}^{\text{mix}}\!\left(x_{2}^{\boldsymbol {\mathsf {B}}}\right)-{\mathcal {G}}^{\text{mix}}\!\left(x_{2}^{\boldsymbol {\mathsf {A}}}\right) \over x_{2}^{\boldsymbol {\mathsf {B}}}-x_{2}^{\boldsymbol {\mathsf {A}}}}}
Le modèle de Margules donne :
{\displaystyle {\mathcal {G}}^{{\text{mix}}\,(1)}\!\left(x_{2}\right)=\ln x_{2}-\ln x_{1}-2x_{1}x_{2}\left(A_{2,1}-A_{1,2}\right)+{x_{1}}^{2}A_{2,1}-{x_{2}}^{2}A_{1,2}}
En amont de A il n'existe qu'une seule phase {\displaystyle a}, dont la composition peut varier de 0 à {\displaystyle x_{2}^{\boldsymbol {\mathsf {A}}}}. De même, en aval de B il n'existe qu'une seule phase {\displaystyle b}, dont la composition peut varier de {\displaystyle x_{2}^{\boldsymbol {\mathsf {B}}}} à 1. Pour {\displaystyle x_{2}\leq x_{2}^{\boldsymbol {\mathsf {A}}}} et {\displaystyle x_{2}\geq x_{2}^{\boldsymbol {\mathsf {B}}}}, l'enthalpie libre de mélange molaire vaut :
{\displaystyle {\mathcal {G}}^{\text{mix}}\!\left(x_{2}\right)=x_{1}\,\ln x_{1}+x_{2}\,\ln x_{2}+x_{1}x_{2}\left(A_{2,1}x_{1}+A_{1,2}x_{2}\right)}
Entre A et B, au point P quelconque de composition {\displaystyle x_{2}}, les deux phases {\displaystyle a}, de composition {\displaystyle x_{2}^{\boldsymbol {\mathsf {A}}}}, et {\displaystyle b}, de composition {\displaystyle x_{2}^{\boldsymbol {\mathsf {B}}}}, sont en équilibre. Avec une quantité {\displaystyle n^{a}} de phase {\displaystyle a} et une quantité {\displaystyle n^{b}} de phase {\displaystyle b}, la règle des moments donne la fraction {\displaystyle \tau ^{b}} de phase {\displaystyle b} :
{\displaystyle \tau ^{b}={n^{b} \over n^{a}+n^{b}}={x_{2}-x_{2}^{\boldsymbol {\mathsf {A}}} \over x_{2}^{\boldsymbol {\mathsf {B}}}-x_{2}^{\boldsymbol {\mathsf {A}}}}}
Pour {\displaystyle x_{2}^{\boldsymbol {\mathsf {A}}}\leq x_{2}\leq x_{2}^{\boldsymbol {\mathsf {B}}}}, l'enthalpie libre de mélange molaire vaut :
{\displaystyle {\mathcal {G}}^{\text{mix}}\!\left(x_{2}\right)={\mathcal {G}}^{{\text{mix}}\,(1)}\!\left(x_{2}^{\boldsymbol {\mathsf {A}}}\right)\times \left(x_{2}-x_{2}^{\boldsymbol {\mathsf {A}}}\right)+{\mathcal {G}}^{\text{mix}}\!\left(x_{2}^{\boldsymbol {\mathsf {A}}}\right)=\left({\mathcal {G}}^{\text{mix}}\!\left(x_{2}^{\boldsymbol {\mathsf {B}}}\right)-{\mathcal {G}}^{\text{mix}}\!\left(x_{2}^{\boldsymbol {\mathsf {A}}}\right)\right)\times \tau ^{b}+{\mathcal {G}}^{\text{mix}}\!\left(x_{2}^{\boldsymbol {\mathsf {A}}}\right)}
Note - Les deux points A et B peuvent également être déterminés par les égalités, :
avec {\displaystyle \gamma _{1}^{\boldsymbol {\mathsf {A}}}} et {\displaystyle \gamma _{2}^{\boldsymbol {\mathsf {A}}}} les coefficients d'activité des deux corps au point A, et {\displaystyle \gamma _{1}^{\boldsymbol {\mathsf {B}}}} et {\displaystyle \gamma _{2}^{\boldsymbol {\mathsf {B}}}} ceux au point B.

#### Équilibres liquide-liquide-vapeur, hétéroazéotropes

Équilibres liquide-liquide-vapeur calculés par le modèle de Margules à température constante.
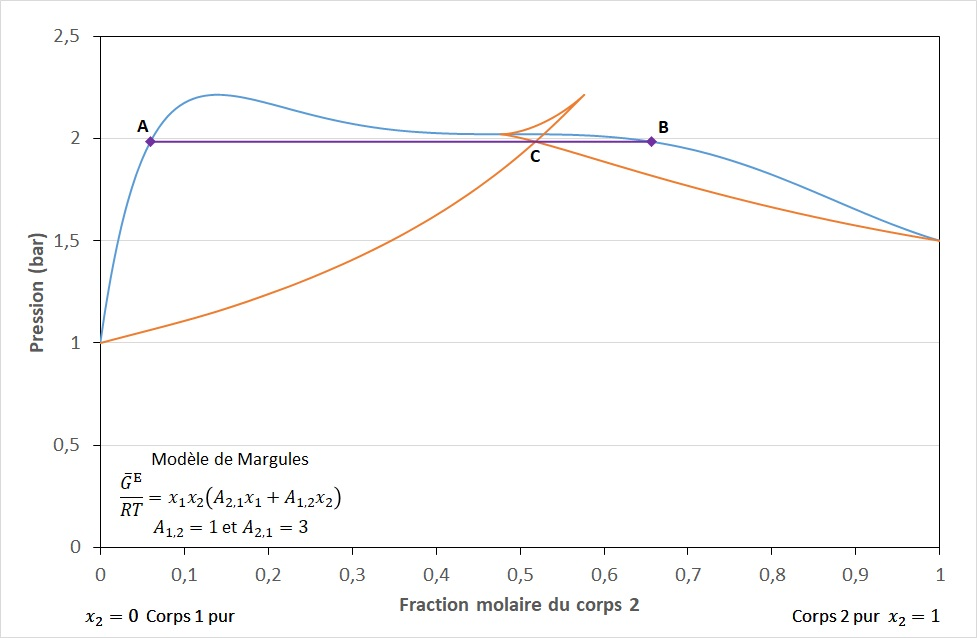
Figure 15 - Diagramme brut. Les courbes au-dessus des points A, B et C ne sont pas réalistes.
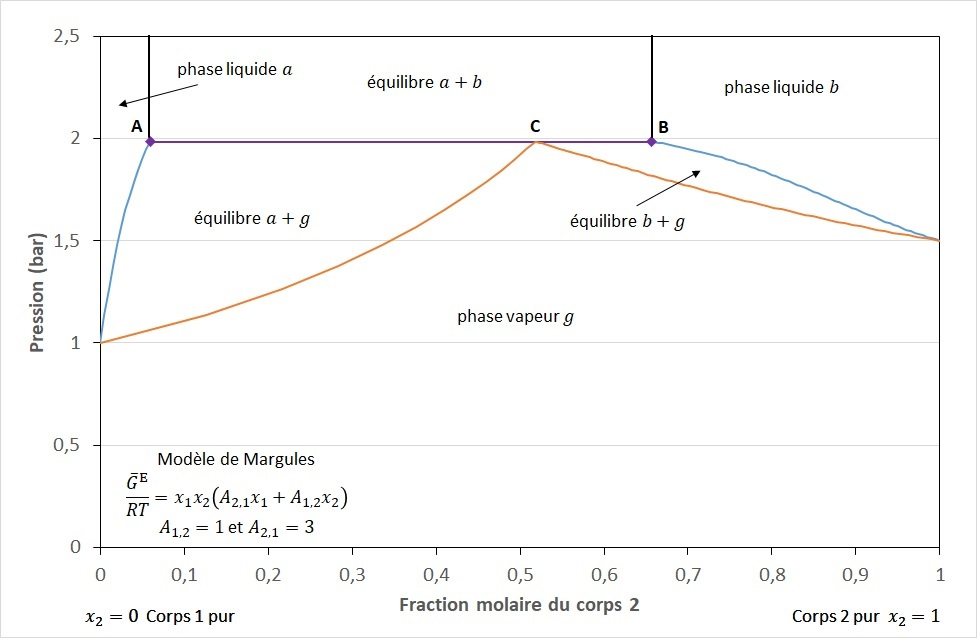
Figure 16 - Diagramme corrigé. {\displaystyle x_{2}^{\boldsymbol {\mathsf {A}}}} = 0,06, {\displaystyle x_{2}^{\boldsymbol {\mathsf {B}}}} = 0,66, {\displaystyle x_{2}^{\boldsymbol {\mathsf {C}}}} = 0,52, {\displaystyle P^{\boldsymbol {\mathsf {C}}}} = 1,99.
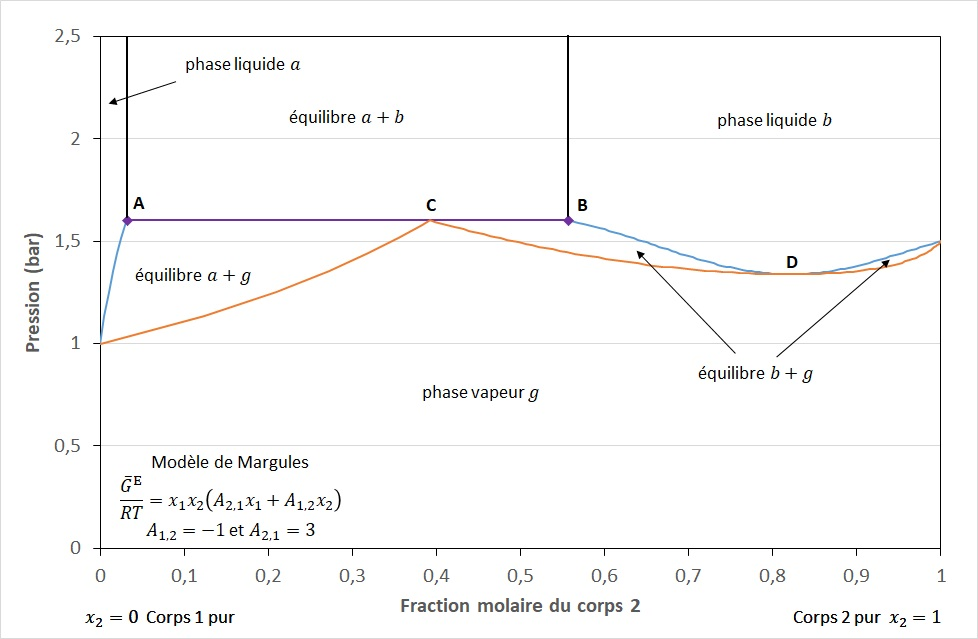
Figure 17 - Le point C est un hétéroazéotrope (équilibre liquide-liquide-vapeur), le point D un azéotrope négatif (équilibre liquide-vapeur).

Puisque le modèle de Margules permet de représenter des démixtions liquide-liquide, il permet la représentation d'équilibres liquide-liquide-vapeur. La figure 15 montre les courbes de bulle et de rosée d'un mélange binaire telles qu'obtenues avec le modèle de Margules lorsque le modèle permet de déterminer une démixtion ; les paramètres {\displaystyle A_{1,2}} et {\displaystyle A_{2,1}}, et les points A et B sont les mêmes que ceux de la figure 14. Cette figure brute n'est pas réaliste dans sa partie supérieure et doit être modifiée.
Lorsque deux phases liquides sont en équilibre avec une troisième phase gazeuse, la règle des phases indique que, pour un mélange binaire, il n'y a qu'un seul degré de liberté. À température donnée, la pression et la composition d'équilibre ne peuvent donc être choisies, il s'agit d'un hétéroazéotrope. Si la phase liquide {\displaystyle a} a une composition {\displaystyle x_{2}^{\boldsymbol {\mathsf {A}}}} et la phase liquide {\displaystyle b} une composition {\displaystyle x_{2}^{\boldsymbol {\mathsf {B}}}}, la pression {\displaystyle P^{\boldsymbol {\mathsf {C}}}} et la composition {\displaystyle y_{2}^{\boldsymbol {\mathsf {C}}}} de la vapeur au point d'hétéroazéotrope C sont déterminées selon :
{\displaystyle y_{1}^{\boldsymbol {\mathsf {C}}}P^{\boldsymbol {\mathsf {C}}}=x_{1}^{\boldsymbol {\mathsf {A}}}\gamma _{1}^{\boldsymbol {\mathsf {A}}}P_{1}^{\text{sat}}=x_{1}^{\boldsymbol {\mathsf {B}}}\gamma _{1}^{\boldsymbol {\mathsf {B}}}P_{1}^{\text{sat}}}
{\displaystyle y_{2}^{\boldsymbol {\mathsf {C}}}P^{\boldsymbol {\mathsf {C}}}=x_{2}^{\boldsymbol {\mathsf {A}}}\gamma _{2}^{\boldsymbol {\mathsf {A}}}P_{2}^{\text{sat}}=x_{2}^{\boldsymbol {\mathsf {B}}}\gamma _{2}^{\boldsymbol {\mathsf {B}}}P_{2}^{\text{sat}}}
Pour des pressions supérieures à la pression {\displaystyle P^{\boldsymbol {\mathsf {C}}}} ainsi déterminée, le mélange présente, selon la composition, un liquide {\displaystyle a} de composition variable, un équilibre d'un liquide {\displaystyle a} de composition {\displaystyle x_{2}^{\boldsymbol {\mathsf {A}}}} et d'un liquide {\displaystyle b} de composition {\displaystyle x_{2}^{\boldsymbol {\mathsf {B}}}}, ou un liquide {\displaystyle b} de composition variable. Pour des pressions inférieures à {\displaystyle P^{\boldsymbol {\mathsf {C}}}}, le mélange présente, selon la composition, une phase liquide {\displaystyle a} ou {\displaystyle b}, un équilibre liquide-vapeur ou une phase gazeuse. Pour des pressions encore plus basses, le mélange ne présente qu'une unique phase gazeuse quelle que soit la composition. La figure 16 montre le diagramme de phases corrigé ; seules les courbes bleue et orange sont calculées avec le modèle de Margules, elles sont tronquées pour les pressions supérieures à {\displaystyle P^{\boldsymbol {\mathsf {C}}}}. Les deux segments verticaux noirs tracés à partir des points A et B, qui délimitent les domaines d'existence des phases liquides {\displaystyle a} et {\displaystyle b} seules, et celui de leur coexistence, ne dépendent pas de la pression car le modèle de Margules ne dépend pas de la pression.
Il existe des systèmes (comme le système eau-butanone) présentant, à température donnée, une démixtion ou un azéotrope en fonction de la composition et de la pression. La figure 17 montre un tel comportement calculé avec le modèle de Margules.

### Équilibres liquide-solide
Dans un équilibre liquide-solide, l'équilibre du corps {\displaystyle i} est donné par l'équation de Schröder-van Laar générale :
avec :
- {\displaystyle T_{{\text{fus}},i}} la température du fusion du corps {\displaystyle i} pur sous la pression {\displaystyle P} ;
- {\displaystyle x_{i}^{\text{l}}} et {\displaystyle x_{i}^{\text{s}}} les fractions molaires du corps {\displaystyle i} respectivement dans les phases liquide et solide ;
- {\displaystyle \gamma _{i}^{\text{l}}} et {\displaystyle \gamma _{i}^{\text{s}}} les coefficients d'activité du corps {\displaystyle i} à {\displaystyle T} respectivement dans les phases liquide et solide ;
- {\displaystyle \Delta _{\text{fus}}C_{P,i}={\bar {C}}_{P,i}^{\text{l,*}}-{\bar {C}}_{P,i}^{\text{s,*}}} l'écart des capacités thermiques isobares molaires du corps {\displaystyle i} pur liquide {\displaystyle {\bar {C}}_{P,i}^{\text{l,*}}} et solide {\displaystyle {\bar {C}}_{P,i}^{\text{s,*}}} à {\displaystyle T_{{\text{fus}},i}} ;
- {\displaystyle \Delta _{\text{fus}}H_{i}} l'enthalpie de fusion du corps {\displaystyle i} pur à {\displaystyle T_{{\text{fus}},i}}.

Exemple
Pour le mélange cadmium (Cd)-plomb (Pb), on suppose que les deux métaux sont totalement miscibles en phase liquide et totalement non miscibles en phase solide. Lorsque le mélange est entièrement solide, il est constitué de deux phases, l'une de cadmium pur, l'autre de plomb pur. Dans un équilibre liquide-solide, la phase solide est constituée, selon la composition du mélange initial, soit du cadmium seul, soit du plomb seul. Lorsque le solide {\displaystyle i} pur est en équilibre avec le mélange liquide, on a {\displaystyle x_{i}^{\text{s}}} = 1 et {\displaystyle \gamma _{i}^{\text{s}}} = 1. À partir de {\displaystyle x_{\text{Cd}}^{\text{l}}} = 1, il existe une plage de composition du liquide sur laquelle seul le cadmium se solidifie. Sur cette plage, la température et la composition sont données par l'équation du cadmium :
{\displaystyle \ln \!\left(x_{\text{Cd}}^{\text{l}}\gamma _{\text{Cd}}^{\text{l}}\right)={\Delta _{\text{fus}}H_{\text{Cd}} \over RT_{\text{fus,Cd}}}\left[1-{T_{\text{fus,Cd}} \over T}\right]-{\Delta _{\text{fus}}C_{P,{\text{Cd}}} \over R}\left[1-{T_{\text{fus,Cd}} \over T}+\ln \!\left({T_{\text{fus,Cd}} \over T}\right)\right]}
Sur une autre plage de composition à partir de {\displaystyle x_{\text{Pb}}^{\text{l}}} = 1, seul le plomb se solidifie ; on a l'équation du plomb :
{\displaystyle \ln \!\left(x_{\text{Pb}}^{\text{l}}\gamma _{\text{Pb}}^{\text{l}}\right)={\Delta _{\text{fus}}H_{\text{Pb}} \over RT_{\text{fus,Pb}}}\left[1-{T_{\text{fus,Pb}} \over T}\right]-{\Delta _{\text{fus}}C_{P,{\text{Pb}}} \over R}\left[1-{T_{\text{fus,Pb}} \over T}+\ln \!\left({T_{\text{fus,Pb}} \over T}\right)\right]}
Les propriétés des deux métaux sont données dans le tableau suivant.
| Espèce                                                                                        | Plomb (Pb) | Cadmium (Cd) |
| --------------------------------------------------------------------------------------------- | ---------- | ------------ |
| Température de fusion {\displaystyle T_{\text{fus}}} (K)                                      | 600,1      | 594,3        |
| Enthalpie de fusion {\displaystyle \Delta H_{\text{fus}}} (J mol−1)                           | 4 770      | 6 192        |
| Capacité thermique isobare du solide {\displaystyle {\bar {C}}_{P}^{\text{s}}} (J K−1 mol−1)  | 29,5       | 25,9         |
| Capacité thermique isobare du liquide {\displaystyle {\bar {C}}_{P}^{\text{l}}} (J K−1 mol−1) | 30,7       | 29,7         |

Les coefficients d'activité en phase liquide sont donnés par le modèle de Margules à un paramètre, avec {\displaystyle A} = 8 200 J mol−1 :
{\displaystyle RT\,\ln \gamma _{\text{Pb}}^{\text{l}}=A{x_{\text{Cd}}^{\text{l}}}^{2}}
{\displaystyle RT\,\ln \gamma _{\text{Cd}}^{\text{l}}=A{x_{\text{Pb}}^{\text{l}}}^{2}}
Le tableau suivant donne le liquidus ainsi calculé avec l'hypothèse des deux solides non miscibles.
| Fraction molaire du plomb {\displaystyle x_{\text{Pb}}^{\text{l}}} | {\displaystyle T} en (K) | {\displaystyle T} en (K) |
| Fraction molaire du plomb {\displaystyle x_{\text{Pb}}^{\text{l}}} | Équation du Cd           | Équation du Pb           |
| ------------------------------------------------------------------ | ------------------------ | ------------------------ |
| 0                                                                  | 594,3                    |                          |
| 0,1                                                                | 555,0                    |                          |
| 0,2                                                                | 530,1                    |                          |
| 0,3                                                                | 516,2                    |                          |
| 0,4                                                                | 510,0                    |                          |
| 0,5                                                                | 507,8                    |                          |
| 0,6                                                                | 505,5                    |                          |
| 0,65                                                               | 502,8                    |                          |
| 0,671                                                              | 501,2                    | 501,2                    |
| 0,7                                                                |                          | 503,8                    |
| 0,8                                                                |                          | 519,3                    |
| 0,9                                                                |                          | 549,5                    |
| 1                                                                  |                          | 600,1                    |

Les deux plages se rencontrent à un eutectique de composition {\displaystyle x_{\text{Pb}}^{\text{l}}} = 0,671 à la température {\displaystyle T} = 501,2 K. Expérimentalement, l'eutectic se situe à {\displaystyle x_{\text{Pb}}^{\text{l}}} = 0,719 et {\displaystyle T} = 521 K,. En réalité, le cadmium est miscible jusqu'à 6 % (en moles) dans le plomb solide ; le plomb, lui, n'est que très peu miscible dans le cadmium solide, on peut conserver l'hypothèse du cadmium se solidifiant seul en amont de l'eutectic,. Pour un calcul plus précis, il faut utiliser en aval de l'eutectic l'équation de Schröder-van Laar générale appliquée à chacun des deux métaux. Ces équations nécessitent un modèle de coefficient d'activité pour la phase solide. Pour le liquidus en amont de l'eutectique, l'équation de Schröder-van Laar simplifiée pour le cadmium seul reste valable.

## Liste de paramètres
Le tableau suivant regroupe quelques coefficients de Margules trouvés dans la littérature scientifique et technique,,.
| corps 1                  | corps 2     | {\displaystyle A_{1,2}} | {\displaystyle A_{2,1}} |
| ------------------------ | ----------- | ----------------------- | ----------------------- |
| acétone                  | chloroforme | -0,8404                 | -0,5610                 |
| acétone                  | méthanol    | 0,6184                  | 0,5788                  |
| acétone                  | eau         | 2,0400                  | 1,5461                  |
| tétrachlorure de carbone | benzène     | 0,0948                  | 0,0922                  |
| chloroforme              | méthanol    | 0,8320                  | 1,7365                  |
| éthanol                  | benzène     | 1,8362                  | 1,4717                  |